# Лазарев, Михаил Андронович
Михаил Андронович Лазарев — советский хозяйственный, государственный и политический деятель, Герой Социалистического Труда.

## Биография
Родился в 1927 году в Московской губернии. Член КПСС.
С 1950 года — на хозяйственной, общественной и политической работе. В 1950—1988 гг. — каменщик, строитель, бригадир комплексной бригады специализированного управления № 44 треста «Гордорстрой» № 3 Главмосинжстроя Мосгорисполкома.
Указом Президиума Верховного Совета СССР от 11 марта 1974 года за выдающиеся производственные успехи в выполнении планов 1973 года и принятых социалистических обязательств присвоено звание Героя Социалистического Труда с вручением ордена Ленина и золотой медали «Серп и Молот».
За внедрение передового опыта проведения строительных работ, улучшение использования машин и механизмов был в составе коллектива удостоен Государственной премии СССР 1978 года.
Делегат XXV съезда КПСС.
Живёт в Москве.